# ADCYAP1R1
El receptor del polipéptido activador de la adenilato ciclasa de la pituitaria tipo I —conocido también como PAC1— es una proteína que en humanos está codificada como gen ADCYAP1R1. Este receptor se une al péptido activador de la adenilato ciclasa.
La PAC1 es una proteína de membrana asociada que comparte significativa homología con miembros de la familia de receptores acoplados a proteínas G clase B glucagón/secretina. Este receptor media diversas acciones biológicas del polipéptido activador de la adenilato ciclasa 1 y está positivamente acoplado a la adenilato ciclasa . El Splicing alternativo de dos exones de este gen genera cuatro grandes variantes de empalme, pero su naturaleza aún no ha sido determinada completamente.
Este receptor se expresa en la médula adrenal, acinos pancreáticos, útero, plexo mientérico y cerebro. Además, se expresa también en los ganglios trigeminal, ótico y cervical superior (presináptica) y las arterias cerebrales (postsináptica).